# Upp ur vilda, djupa vatten
Upp ur vilda, djupa vatten är en doppsalm med text skriven 1965 av Fred Kaan och bearbetad 1977 av Britt G. Hallqvist. Musiken är från Darmstadt 1698 eller Bamberg 1732.

## Publicerad som
- Den svenska psalmboken 1986 som nummer 386 under rubriken "Dopet".
- Svensk psalmbok för den evangelisk-lutherska kyrkan i Finland (1986) som nummer 735 under rubriken "Sånger för kyrkliga förrättningar Dop"
- Psalmer och Sånger 2003 som nummer 801 under rubriken "Kyrkan och nådemedlen - Dopet".[1]